# Ärtäpä
Ärtäpä (azerbajdzjanska: Ərtəpə) är en ort i Azerbajdzjan. Till 7 februari 1991 hette orten Novoqorelovka (ryska: Новогореловка: Novogorelovka) Den ligger i distriktet Gädäbäy rajon, i den västra delen av landet, 300 km väster om huvudstaden Baku. Ärtäpä ligger 1 614 meter över havet och antalet invånare är 1 487.
Terrängen runt Ärtäpä är huvudsakligen kuperad, men österut är den bergig. Närmaste större samhälle är distriktshuvudorten Gädäbäy, 11,0 km sydväst om Ärtäpä. 
Omgivningarna runt Ärtäpä är en mosaik av jordbruksmark och naturlig växtlighet. Runt Ärtäpä är det ganska glesbefolkat, med 31 invånare per kvadratkilometer.